# De Boekenwereld
De Boekenwereld is een sedert 1984 Nederlands verschijnend tijdschrift voor liefhebbers van boeken en boekcuriosa met informatie over het oude en moderne boek en de prentkunst. Het blad verschijnt viermaal per jaar. Geschiedenis van boekhandel en uitgeverij, typografie, bibliografie en boekgeschiedenis vormen de inhoud van het tijdschrift, naast grafische vormgeving en de recente geschiedenis van het boekenvak.
Nieuwe boeken over de thema's boek en prent worden besproken in recensies en signalementen. De Boekenwereld bevat ook informatie over tentoonstellingen, lezingen, beurzen, veilingen, catalogi en andere berichten uit de wereld van het boek. De illustraties bij de artikelen, die door talrijke deskundigen worden geschreven, spelen daarbij een belangrijke rol. Ook recente ontwikkelingen komen aan bod; zo bevat het vierde nummer van 2010 een artikel over de plaats van boekgeschiedenis op Wikipedia.
De Boekenwereld wordt sinds enkele jaren uitgegeven door de Nijmeegse Uitgeverij Vantilt. Vanaf maart 2013 werkt de uitgeverij Vantilt samen met de Stichting De Boekenwereld en de Bijzondere Collecties van de Universiteit van Amsterdam en vanaf het derde nummer van de 29e jaargang kreeg het tijdschrift een andere redactie en een ander uiterlijk; de UvA voert nu het redactiesecretariaat.
Het vierde nummer van de 31e jaargang (2015) is het "eerste in een nieuwe opzet waarin vier partners - de Universitaire Bibliotheken Leiden, de Koninklijke Bibliotheek in Den Haag, de Bijzondere Collecties van de Universiteit van Amsterdam en de Universiteitsbibliotheek van de KU Leuven - om de beurt de verantwoordelijkheid dragen voor een nummer van De Boekenwereld."